# Portieux
Portieux – miejscowość i gmina we Francji, w regionie Grand Est, w departamencie Wogezy.
Według danych na rok 1990 gminę zamieszkiwały 1492 osoby, a gęstość zaludnienia wynosiła 189 osób/km² (wśród 2335 gmin Lotaryngii Portieux plasuje się na 271. miejscu pod względem liczby ludności, natomiast pod względem powierzchni na miejscu 754.).